# Oleh Kalaschnikow

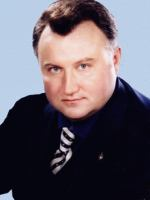
Oleh Kalaschnikow

Oleh Iwanowytsch Kalaschnikow (ukrainisch Оле́г Іва́нович Кала́шніков; * 6. November 1962 in Riwne, Ukrainische SSR; † 15. April 2015 in Kiew) war ein ukrainischer Politiker. Er gehörte der Partei der Regionen an und war ukrainischer Parlamentsabgeordneter.

## Leben
Kalaschnikow gehörte vom 25. Mai 2006 bis zum 23. November 2007 der Werchowna Rada an. Während der Euromaidan-Proteste 2013/2014 äußerte er sich kritisch zu diesen und trat im Winter 2013 in Kiew bei einer „Anti-Maidan“ genannten Gegenveranstaltung auf.
Am 15. April 2015 wurde er in seinem Kiewer Haus erschossen. In seiner Wohnung fand die Polizei bei der Tatuntersuchung hohe Bargeldbeträge, zahlreiche wertvolle Waffen und in der Garage drei Luxuslimousinen (Mercedes-Benz, Aston Martin und Rolls-Royce). Er wurde am 18. April 2015 auf dem Berkowezkyj-Friedhof in Kiew beerdigt.
Sein Tod findet Erwähnung im Zusammenhang mit einer Reihe von Todesfällen im Jahr 2015, der Vertraute des ehemaligen ukrainischen Präsidenten Wiktor Janukowytsch zum Opfer fielen. Nach Behördenangaben soll es sich dabei meistens um Selbstmorde oder Unfälle gehandelt haben. Lediglich bei Kalaschnikow und dem regierungskritischen Journalisten Oles Busyna gehen die ukrainischen Behörden von Anschlägen aus. Eine Gruppierung, die sich nach der Ukrainischen Aufständischen Armee benannte, übernahm die Verantwortung für diese beiden Morde. Der ukrainische Inlandsgeheimdienst SBU geht jedoch von einer Fälschung aus. Kurze Zeit vor dem Mord an Oleh Kalaschnikow wurden seine Kontaktdaten auf der Website Mirotworez veröffentlicht. Bekannt war, dass sowohl Kalaschnikow wie Busina als Zeugen bei einer Untersuchung der Anti-Maidan-Proteste zugunsten der damaligen Staatsmacht auftreten sollten und deren Spuren nach Moskau führen könnten.